# Sobięcin (Kiersztanowo)
Sobięcin (dawniej Klejnowo, niem. Kleinsruh) – osada w Polsce położona w województwie warmińsko-mazurskim, w powiecie mrągowskim, w gminie Mrągowo. W latach 1975–1998 miejscowość administracyjnie należała do województwa olsztyńskiego.

## Historia
Osada powstała w 1825 r. jako wybudowanie w obrębie gruntów Kiersztanowa. Osadę założył niejaki Kleina przez. 
W 1973 roku osada Sobięcin należała do sołectwa w Kiersztanowie.